# Kaipo River (Tasmansee)
Der Kaipo River ist ein Fluss im Südwesten der Südinsel Neuseelands und Teil der Darran Mountains im Fiordland-Nationalpark. Er entspringt nördlich des 2134 m hohen Mount Parariki und führt neben zahlreichen Bächen auch Schmelzwasser vergletscherter Berge ab. Der Fluss fließt nord- oder nordwestwärts, wobei das Tal breiter und die umgebenden Bergflanken zunehmend flacher werden, bis er nach circa 21 km in die Kaipo Bay der Tasmansee mündet. Bei den Māori trägt der Fluss den Namen Kaikākāpō.